# Dimenidrinato
O dimenidrinato é um medicamento utilizado como anti-emético e anti-vertiginoso, principalmente os decorrentes de viagens e com uso indicado (com prescrição do médico) na gravidez. Farmacologicamente pertence a classe dos anti-histamínicos e inibidores de H1. Quimicamente é um sal cloroteofilinado do agente anti-histamínico difenidramina, ou seja, é composto por difenidramina e 8-Cloroteofilina.

## Mecanismo de ação
O medicamento possui mecanismo de ação ainda não esclarecido totalmente. A relação de seus efeitos pode ser provavelmente atribuída a difenidramina (corresponde 53% a 55,5% do dimenidrinato, por peso). Dimenidrinato causa depressão do Sistema Nervoso Central e possui propriedades de inibição da estimulação vestibular. Além disto é um anti-colinérgico, anti-emético, anti-histamínico e anestésico local. Promove também a inibição da acetilcolina nos sistemas vestibular e reticular.

## Reações adversas
Dimenidrinato pode provocar xerostomia, taquicardia, visão turva, discinésia orofacial e alucinações. O efeito adverso mais comum é a sonolência.

## Doses usuais
As doses mais aplicadas e definidas nas bulas dos medicamentos com o fármaco apresentam limites diários de administração e são as seguintes:
- Adultos: 50 a 100 mg a cada 4 ou 6 horas. Máximo de 400 mg/dia.[4][7]
- Crianças de 2 a 6 anos[5]
  - 5 a 10 ml (12,5 a 25 mg) a cada 6 a 8 horas, não excedendo 30 ml (75 mg) em 24 horas
- Crianças de 6 a 12 anos[5]
  - 10 a 20 ml (25 a 50 mg) a cada 6 a 8 horas, não excedendo 60 ml (150 mg) em 24 horas
- Crianças acima de 12 anos e adultos[5]
  - 20 a 40 ml (50 a 100 mg) a cada 4 a 6 horas, não excedendo 160 ml (400 mg) em 24 horas[5]

## Overdose
Em associação com álcool pode provocar delírios.
Na overdose pode produzir agitação, visão borrada, confusão mental, instabilidade, pupilas dilatadas, delírios, depressão, convulsão, tremores, batimento cardíaco acelerado, dificuldade de respirar, boca e nariz secos, pele avermelhada, entre outros.
A reversão de um quadro de overdose do fármaco pode ser atingida utilizando carvão ativado, lavagem gástrica, laxantes e antídotos.